# جان برامول (بازیکن فوتبال)
جان برامول (انگلیسی: John Bramwell؛ زادهٔ ۱ مارس ۱۹۳۷) بازیکن فوتبال اهل بریتانیا است.
از باشگاه‌هایی که در آن بازی کرده‌است می‌توان به باشگاه فوتبال رانکورن تاون، باشگاه فوتبال لوتون تاون، باشگاه فوتبال ویگان اتلتیک، و باشگاه فوتبال اورتون اشاره کرد.